# هویج (بردسیر)
هویج (بردسیر)، روستایی از توابع بخش لاله‌زار شهرستان بردسیر در استان کرمان ایران است.

## جمعیت
این روستا در دهستان قلعه عسگر قرار دارد و براساس سرشماری مرکز آمار ایران در سال ۱۳۸۵، جمعیت آن ۱۴۱ نفر (۳۱خانوار) بوده‌است.